# Lezennes
 Lezennes  es una población y comuna francesa, en la región de Norte-Paso de Calais, departamento de Norte, en el distrito de Lille y cantón de Lille-Sud-Est.

## Demografía
| 2507 | 2690 | 2589 | 2762 | 3317 | 3350 |
| Para los censos de 1962 a 1999 la población legal corresponde a la población sin duplicidades (Fuente: INSEE [Consultar]) |      |      |      |      |      |